# Manduca indistincta
Manduca indistincta är en fjärilsart som beskrevs av Rothschild 1894. Manduca indistincta ingår i släktet Manduca och familjen svärmare. Inga underarter finns listade i Catalogue of Life.